# Oriani osztály
Az  Oriani osztály, vagy más néven Poeti osztály (RN Alfredo Oriani, RN Vittorio Alfieri, RN Giosuè Carducci, RN Vincenzo Gioberti) az olasz Regia Marina (Királyi Haditengerészet) egyik, az 1930-as évek derekán szolgálatba állított rombolótípusa (cacciatorpediniere) volt. Az egységek az előző, Maestrale osztályú rombolók kissé javított változatai voltak, erősebb hajógépekkel, marginálisan nagyobb sebességgel és eltérő légvédelmi fegyverzettel. Az elavult 40 mm L/39 légvédelmi gépágyúkat már nem alkalmazták, helyükre 13.2 mm-es géppuskák kerültek. A katasztrofális matapani csata után az azt túlélő két hajót a Maestrale osztályhoz hasonlóan korszerűsítették. Az egyik hármas torpedó vetőcsövet 2 db 37 mm L/54 légvédelmi gépágyúra cserélték, plusz 20 mm-es gépágyúkat, valamint egy 120 mm-es L/15 OTO 1933/1934 világító lövedékek kilövésére alkalmas tarackot, és mélyvízi bombákat is kaptak. Az Orianit a II. világháború vége előtt német Seetakt radarberendezéssel és egy újabb 20 mm-es gépágyúval is felszerelték.

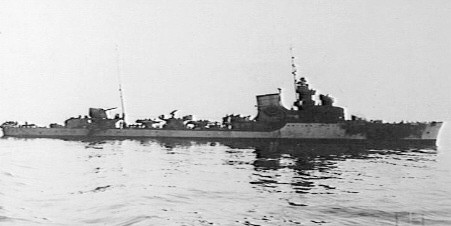
A Soldati osztályú Artigliere olasz romboló 1940-ben. A Soldati osztály 19 egysége az Oriani típus továbbfejlesztett változata volt, külső megjelenésükben megtévesztésig hasonlítottak az elődre.
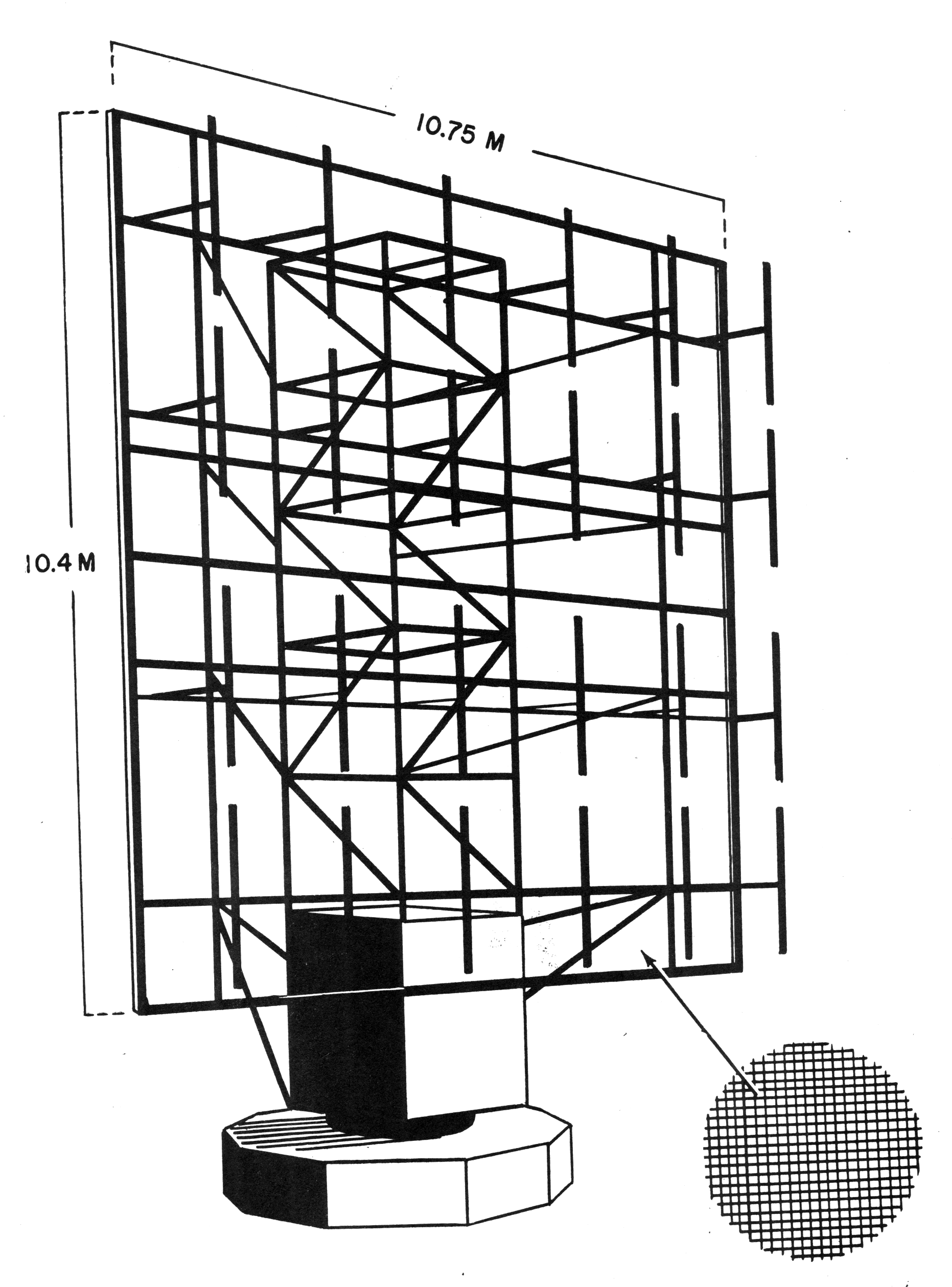
A német Seetakt radarberendezés antennája, ilyen eszközzel látták el a háború vége előtt az Oriani rombolót is.

## Az osztály egységei
Az Oriani osztály mind a négy egységét az OTO livornói hajógyárában építették.
| Hajó              | Névadó                                                   | Vízre bocsátás       | Befejezés         | Megjegyzések |
| ----------------- | -------------------------------------------------------- | -------------------- | ----------------- | --- |
| Alfredo Oriani    | Alfredo Oriani író.                                      | 1936. július 30.     | 1937. július 15.  | Az Oriani megsérült a matapan-foki csatában. Később részt vett a Harpoon nevű konvoj elleni sikeres támadásban 1942. júniusában. Az olasz fegyverszünetkor elmenekült La Speziából, a britek Máltán internálták. Háborús jóvátételként a francia haditengerészet kapta, ahol 1954-ig D'Estaing néven szolgált. |
| Vittorio Alfieri  | Vittorio Alfieri, drámaíró, költő.                       | 1936. december 20.   | 1937. december 1. | 1941. március 28-án ellsüllyedt a matapan-foki csatában. |
| Giosuè Carducci   | Giosuè Carducci, olasz költő (irodalmi Nobel-díj, 1906). | 1936. október 28.    | 1937. november 1. | 1941. március 28-án ellsüllyedt a matapan-foki csatában. |
| Vincenzo Gioberti | Vincenzo Gioberti, filozófus, publicista.                | 1936. szeptember 19. | 1937. október 27. | 1943. augusztus 9-én elsüllyesztette az HMS Simoom brit tengeralattjáró. |

A matapan-foki csata, a II. világháború legnagyobb európai tengeri ütközete hadműveleteit, a brit és olasz hadihajók manővereit ábrázoló angol nyelvű térkép. Az Oriani osztály két egysége, az Alfieri és a Carducci ebben az összecsapásban süllyedt el a Zara, a Fiume és a Pola nehézcirkálók társaságában.
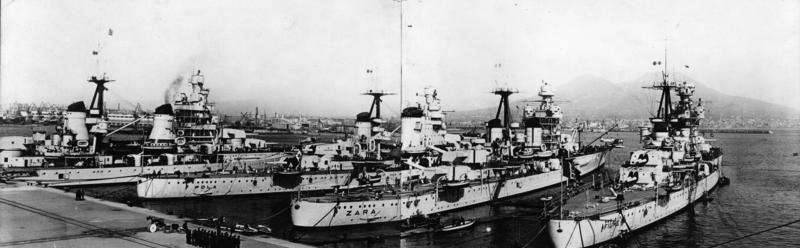
A négy olasz Zara osztályú 11 500 tonnás nehézcirkáló a háború előtt Nápolyban. Közülük három, a Zara, a Fiume és a Pola az Alfieri és a Carducci rombolókkal együtt elsüllyedt a matapan-foki csatában.
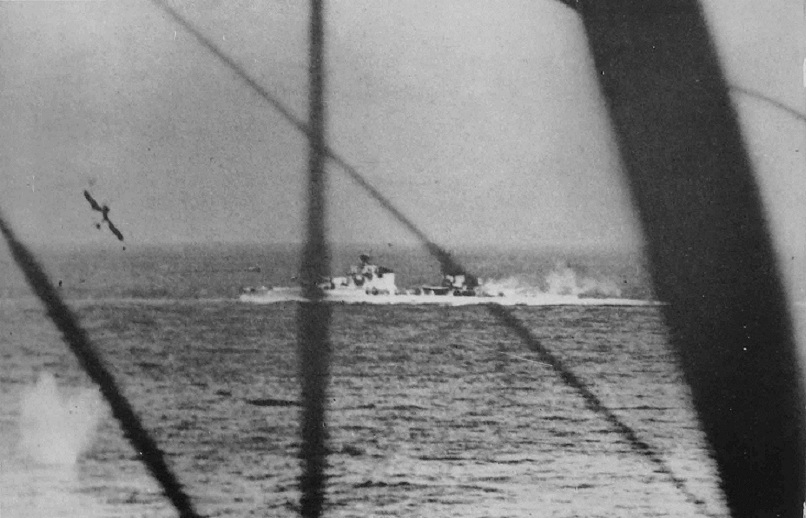
A Bolzano olasz nehézcirkáló brit repülőgépek torpedótámadása alatt a matapan-foki csatában.

## Fordítás
- Ez a szócikk részben vagy egészben  az   Oriani-class destroyer című angol Wikipédia-szócikk fordításán alapul.  Az eredeti cikk szerkesztőit annak laptörténete sorolja fel. Ez a jelzés csupán a megfogalmazás eredetét és a szerzői jogokat jelzi, nem szolgál a cikkben szereplő információk forrásmegjelöléseként.